# 中澤きみ子
中澤 きみ子（なかざわ きみこ）は、日本のヴァイオリニスト。夫は「ヴァイオリンドクター」とも呼ばれる弦楽器製作家、修復家の中澤宗幸。中澤創太は子息。

## 人物
長野県上田市出身。長野県上田染谷丘高等学校を経て、1973年（昭和48年）新潟大学教育学部卒業。大学卒業後オーストリアに渡り、ザルツブルク・モーツァルテウム音楽院でレナート・デ・バルビエリに師事した。2007年から2016年まで尚美学園大学客員教授。2017年から上野学園大学客員教授。

## 作品

### CD
- 2003年 「モーツァルト・ソナタ集」（イエルク・デムスとの共演）
- 2006年 「モーツァルト：ヴァイオリン協奏曲全集 / 中澤きみ子&アントルモン」モーツァルト生誕250年記念
- 2007年 「モーツァルト：2つのヴァイオリンのためのコンチェルトーネ」、「モーツァルト：ヴァイオリンとピアノのための協奏曲」
- 2009年 「モーツァルト：ヴァイオリンとヴィオラのための協奏交響曲」